# Pfarrkirche Berg an der Krems

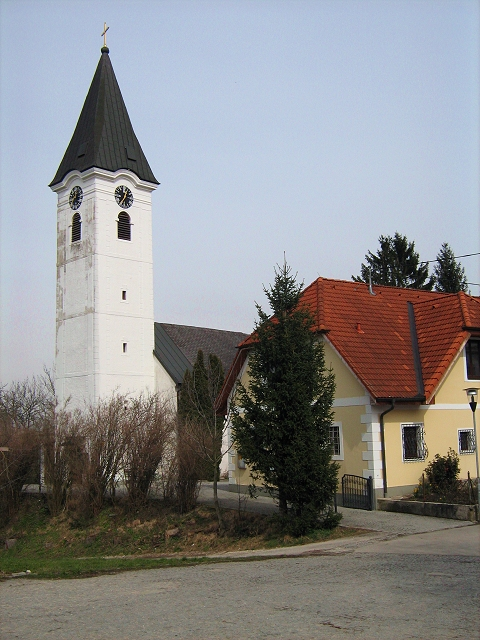
Pfarrkirche Berg

Die Pfarrkirche Berg an der Krems ist ein im spätgotischen Stil erbautes römisch-katholisches Kirchengebäude in der Ortschaft Berg der Stadtgemeinde Ansfelden. Es liegt umgeben von ein paar Häusern auf einer Anhöhe und ist eines der 15 Kirchengebäude in Oberösterreich, die dem heiligen Vitus geweiht sind.

## Gründung und Baustil
Über das Baujahr sind keine Aufzeichnungen vorhanden, jedoch lassen sich in der Pfarrchronik von 1902 Hinweise auf eine Erbauungszeit zwischen 1394 und 1616 finden. Es ist wahrscheinlich, dass die Volkerstorfer von Weißenberg die Erbauer des Kirchengebäudes waren. Im Kirchengebäude befindet sich ein neugotischer Hochaltar, der 1898 vom Ansfeldner Bildhauer Oberhuber gestaltet wurde. 1984 wurde der Innenraum renoviert, 1993 der Turm. Die Orgel aus 1874 mit 6 Registern wurde von Matthäus Mauracher in Salzburg erbaut.

## Pfarrbetrieb
In der Gottesdienstordnung der Mutterpfarre Ansfelden von 1682 wurde die für Jahrhunderte geltende Gottesdienstordnung für St. Veit festgelegt, die einen Gottesdienst 3-mal im Jahr vorsah. Um den Schülern der nahegelegenen ehemaligen Ackerbauschule Ritzlhof den Gang zum Sonntagsgottesdienst zu verkürzen, wurde 1875 um einen regelmäßigen Gottesdienst in Berg angesucht. Dieser wurde bis 1894 jedoch nur im Winterhalbjahr (November bis März) zugesagt. Ab 1894 fanden bis auf ein paar Ausnahmen jeden Sonn- und Feiertag Gottesdienste statt. Seit 1902 hatte ein Seelsorger seinen ständigen Wohnsitz in Berg, somit wurde aus der Filialkirche eine Expositur. Aktuell wird die Seelsorge von einem Pfarrmoderator und einem Seelsorgeteam durchgeführt.

## Schule in Berg
Zwischen 1853 und 1968 bestand in unmittelbarer Nachbarschaft ein Schulgebäude. Der Unterricht fand bis 1902 im Pfarrhof statt. Mit der Eröffnung der Volksschule Kremsdorf wurde die Schule Berg aufgelassen.